# Devijantnost
Devijantnost je sklonost neprihvaćanju normi i nepoštivanju vrijednosti koje okolina smatra uobičajenima, prihvatljivima ili nužnima. Devijantnost uključuje obrasce ponašanja u kojima postoji otklon od očekivanoga ponašanja i zadanoga normativnog okvira. 
Ključno obilježje devijantnoga ponašanja je odstupanje od očekivanoga toliko da ga okolina više ne može tolerirati ili opravdati. To je ponašanje takvo da su nužni mehanizmi društvene kontrole, što znači pokretanje postupaka kažnjavanja (bilo formalno, bilo neformalno), pojačanoga praćenja ili ispravljanja neprihvatljivoga ponašanja.
Društvena kontrola je ukupnost reakcija društva na neprihvatljivo ponašanje kojima nastoji potaknuti pojedince na usvajanje poželjnih normi, a ako ih ne usvoje, da ih izlože kaznama koje provode društvene organizacije.
Društvene organizacije koje se bave socijalnom kontrolom, na primjer škole, socijalne službe, policija, popravni domovi, bolnice, zatvori i dr., imaju na raspolaganju mehanizme ne samo kažnjavanja već i pomoći, odnosno podrške ljudima kojima je potrebna.
Sredstva kojima društvo nagrađuje ili kažnjava određeno ponašanje nazivamo sankcije. One također služe kao sredstvo socijalne kontrole. Socijalna kontrola skup je socijalnih mjera i procesa kojim se regulira individualno i grupno ponašanje kako bi se postiglo konformiranje pravilima nekog društva, odnosno kako bi se postigao i održao red i mir u društvu. Razlikujemo pozitivne sankcije, kojima se neko ponašanje nagrađuje i negativne sankcije, kojima se određeno ponašanje kažnjava. Sankcije mogu biti neformalne, poput pogleda odobravanja ili neodobravanja, ili formalne, poput nagrade ili kazne koju izriče neko službeno tijelo.
Neki čin nije devijantan sam po sebi, nego zato što ga društvo takvim određuje. S vremenom se i vrijednosti i norme društva mijenjaju, tako da ono što se jednom smatralo devijantnim ponašanjem (primjerice, homoseksualnost) danas se više takvim ne smatra i obratno.

## Teorije devijantnosti

### Funkcionalističke teorije devijantnosti
Funkcionalisti tumače zločin i devijantnost kao posljedicu strukturalnih napetosti i nepostojanja pravila ponašanja u društvu. Taj je zaključak Emile Durkheim sažeo u pojam anomije, koju definira kao stanje u kojem dosadašnji normativni sustav slabi, a istodobno ga ne zamjenjuje novi. Durkheim na devijantnost gleda kao na društvenu činjenicu koja je nužna za društvo jer ima važne društvene funkcije. Ističe dvije važne funkcije devijantnosti za društvo:
1. Adaptivna funkcija -  na devijantne postupke gleda se kao na one koji mogu upozoriti na neku normu ili zakon koji mogu biti neispravni te tako služiti kao inovativna snaga društva i poticati njegovu promjenu
2. Održavanje granica između poželjnoga i nepoželjnog ponašanja. Pomoću funkcije osuđivanja nekog čina društvo provodi jasnu podjelu ,,mi/oni između devijantnih i nedevijantnih članova društva, čime se učvršćuje grupna solidarnost.

Durkheimov pojam anomije proširio je američki sociolog Robert K. Merton stvorivši vrlo utjecajnu teoriju devijantnosti. Za Mertona devijantno ponašanje potječe iz položaja neprivilegiranih pojedinaca, kojima društvo nameće ciljeve i očekivanja, dok im istodobno ne daje sredstva da te ciljeve i ostvare. Do pritiska dolazi kada postoji raskorak između društveno određenih ciljeva i raspoloživih načina njihovog postizanja. Kada su pojedinci suočeni s pritiskom reagiraju na različite načine (konformizam, inovacija, ritualizam, povlačenje ili pobuna).

### Interakcionističke teorije devijantnosti
Interakcionisti koji proučavaju zločin i devijantnost na njih gledaju kao na socijalno konstruirane pojave. Pristupajući temi devijantnosti, pitaju se na koji se način određene vrste ponašanja definiraju kao devijantne i zbog čega se neke skupine označuju kao devijantne.

#### Teorija diferencijalne asocijacije
Edwin H. Sutherland jedan je od najranijih autora koji je na devijantnost gledao na taj način i povezao je s tzv. diferencijalnom asocijacijom. Teorija diferencijalne asocijacije smatra da u društvu koje sadržava niz skupina i supkultura, neke od njih potiču na devijantno ponašanje. Ako se pojedinac poveže i djeluje (ili asocira) s jednom od takvih skupina, tada i on postaje devijantan jer od dane skupine uči obrasce ponašanja. Ova teorija smatra da se kriminalne aktivnosti uče, baš kao što se uči bilo koje društveno ponašanje, te time poriče tvrdnje o psihološkim razlikama koje razdvajaju kriminalce od ostatka društva.

#### Teorija etiketiranja
Druga zanimljiva teorija koja čini interakcionistički pristup devijantnosti još zanimljivijim jest teorija etiketiranja. Osnovno polazište teorije etiketiranja jest da je devijantnost proces interakcije između devijantnih i nedevijantnih članova (rezultat društvene interakcije i primjene pravila, a ne interakcije između članova) društva u kojem se pojedincu dodijeli etiketa devijantne osobe. Neki čin nije devijantan po sebi, nego zato što ga društvo etiketira kao takva. Ako, npr., dijete iz bogate obitelji krade voće iz tuđeg vrta, to se može smatrati nevinom aktivnošću. Ako to učini neko siromašno dijete, postoji vjerojatnost da će se to shvatiti kao dokaz sklonosti prema devijantnom ponašanju. Jednom kada je pojedincu prilijepljena etiketa devijantne osobe, društvo će ga stigmatizirati. Primjerice, učitelji takvu osobu mogu smatrati nepouzdanom, a bit će joj smanjen i pristup društvenom prestižu.

### Konfliktna perspektiva
Godine 1973. objavljena je knjiga Nova kriminologija, u kojoj se autori lan Taylor, Paul Walton i Jock Young oslanjaju na marksističku koncepciju dominantne i potlačene klase. Središnja misao Nove kriminologije jest da pojedinci svjesno odabiru devijantno ponašanje kao reakciju na nejednakosti koje proizvodi kapitalistički sustav. Autori devijantnost promatraju u smislu strukture društva i čuvanja pozicije moći vladajuće klase. Važnost te postavke jest da ističe da se zločini zbivaju na svim razinama društva.
Kao nastavak na viđenja autora Nove kriminologije, 1980. godine pojavila se nova grana kriminologije poznata pod imenom realizam nove ljevice. Fokusirajući se na istraživanja žrtava zločina, ti se znanstvenici protive dotadašnjim znanstvenim tvrdnjama da kriminal nije toliko ozbiljan problem koliko to mediji ističu. Ta su istraživanja pokazala da je riječ o ozbiljnom problemu koji se uglavnom pojavljuje u siromašnim četvrtima. Prema tome, središnja teza realista nove ljevice jest da se kriminal i viktimizacija uglavnom pojavljuju u marginaliziranim četvrtima gdje žive deprivilegirane društvene skupine kojima prijeti mnogo veći rizik od zločina.

### Teorije kontrole
Teorija kontrole smatra da bi svatko, kada bi mu se pružila prilika i kada bi bio svjestan da neće biti negativnih sankcija, stupio u devijantno ponašanje. Travis Hirschi, jedan od najpoznatijih teoretičara kontrole, tvrdio je da su ljudi u biti sebična bića koja racionalno odlučuju o stupanju u devijantno ponašanje ovisno o potencijalnim koristima i rizicima.